# Elffin ap Gwyddno
Elffin ap Gwyddno, fils de Gwyddno Garanhir, est un personnage de la mythologie celtique, qui appartient à la tradition galloise. On le rencontre dans Hanes Taliesin (Le conte de Taliesin), une pièce tardive, qui ne fait pas partie du Livre blanc de Rhydderch ni du Livre rouge de Hergest, et qui est écarté des traductions les plus récentes des Mabinogion, et à plusieurs reprises dans la poésie galloise du Moyen Âge.
Alors qu’il pêche au barrage de son père, il retrouve un enfant que sa mère, la déesse Ceridwen avait confié à l’océan. Cet enfant, c’est le poète omniscient Taliesin, qui va demeurer chez son sauveur, jusqu’à l'âge de 13 ans.
Lors du conflit entre Elffin et Maelgwn Gwynedd, roi du royaume de Gwynedd et son oncle, Taliesin intervient efficacement en faveur du premier contre le roi et ses poètes et lui fait découvrir un chaudron, plein d'or.
Le personnage d'Elphin joue un rôle dans le roman Taliesin de Stephen R. Lawhead, premier tome du Cycle de Pendragon.

## Source
- Anonyme, Les Quatre Branches du Mabinogi, traduit du gallois, présenté et annoté par Pierre-Yves Lambert, Éditions Gallimard, coll. « L’aube des peuples », Paris, 1993,  (ISBN 2-07-073201-0).